# Langula
Langula ist ein Ortsteil der Landgemeinde Vogtei im Unstrut-Hainich-Kreis in Thüringen.

## Geografie
Die Ortslage von Langula liegt am Westrand des Thüringer Beckens, ca. 7 km von Mühlhausen/Thüringen entfernt und ca. 20 km nordwestlich von Bad Langensalza in einer Höhenlage von etwa 240 m (Kirche). Die Gemarkung schließt im Westen jedoch große Waldgebiete des Hainich mit ein. Mit einer Gipfelhöhe von 468,3 m ü. HN ist der Winterstein am Hainich-Rennstieg daher die höchste Erhebung Langulas. Der Ort befindet sich unweit des Mittelpunktes von Deutschland.

## Geschichte
Am 10. Juli 1278 wird der Ort erstmals urkundlich erwähnt. Er gehörte zur Vogtei Dorla. Seit 1643 war der Ort bekannt auf dem Gebiet der Kirchenmusikpflege. Mit dem damaligen Kantor Adam Jakob Schröter nahm Johann Sebastian Bach im Jahre 1707 nähere Beziehungen auf und traf sich mit ihm mehrmals in der alten Schule am Anger. Das neugotische Kirchenschiff der heutigen Kirche wurde 1842–45 erbaut.
Von 1911 bis 1969 führte mit der Vogteier Bimmel eine 31,79 km lange Bahnstrecke von Mühlhausen nach Treffurt durch das Langulaer Tal im Westen Langulas. Die Bahntrasse ist bis heute erhalten. Auf ihr verläuft ein Abschnitt des für den Tourismus der Region bedeutsamen Unstrut-Werra-Radweges.
Die Gemeinde Langula schloss sich am 31. Dezember 2012 mit weiteren Gemeinden der Verwaltungsgemeinschaft Vogtei zur neuen Gemeinde Vogtei zusammen.

## Bürgermeister
Der letzte ehrenamtliche Bürgermeister Uwe Fritzlar (SPD) wurde 2012 wiedergewählt.

## Kultur und Sehenswürdigkeiten

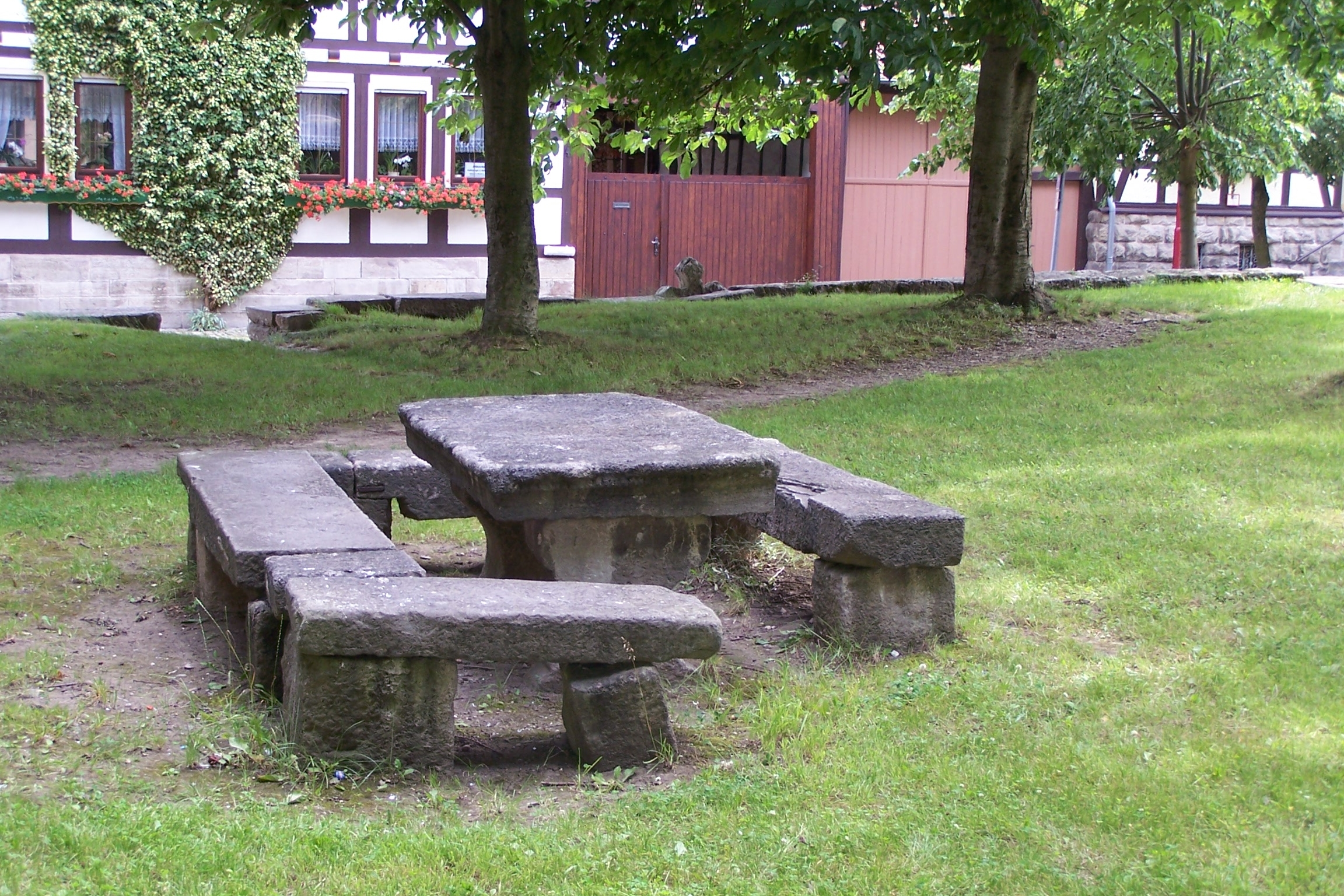
Gerichtstisch bei der Kirche in der Ortsmitte von Langula

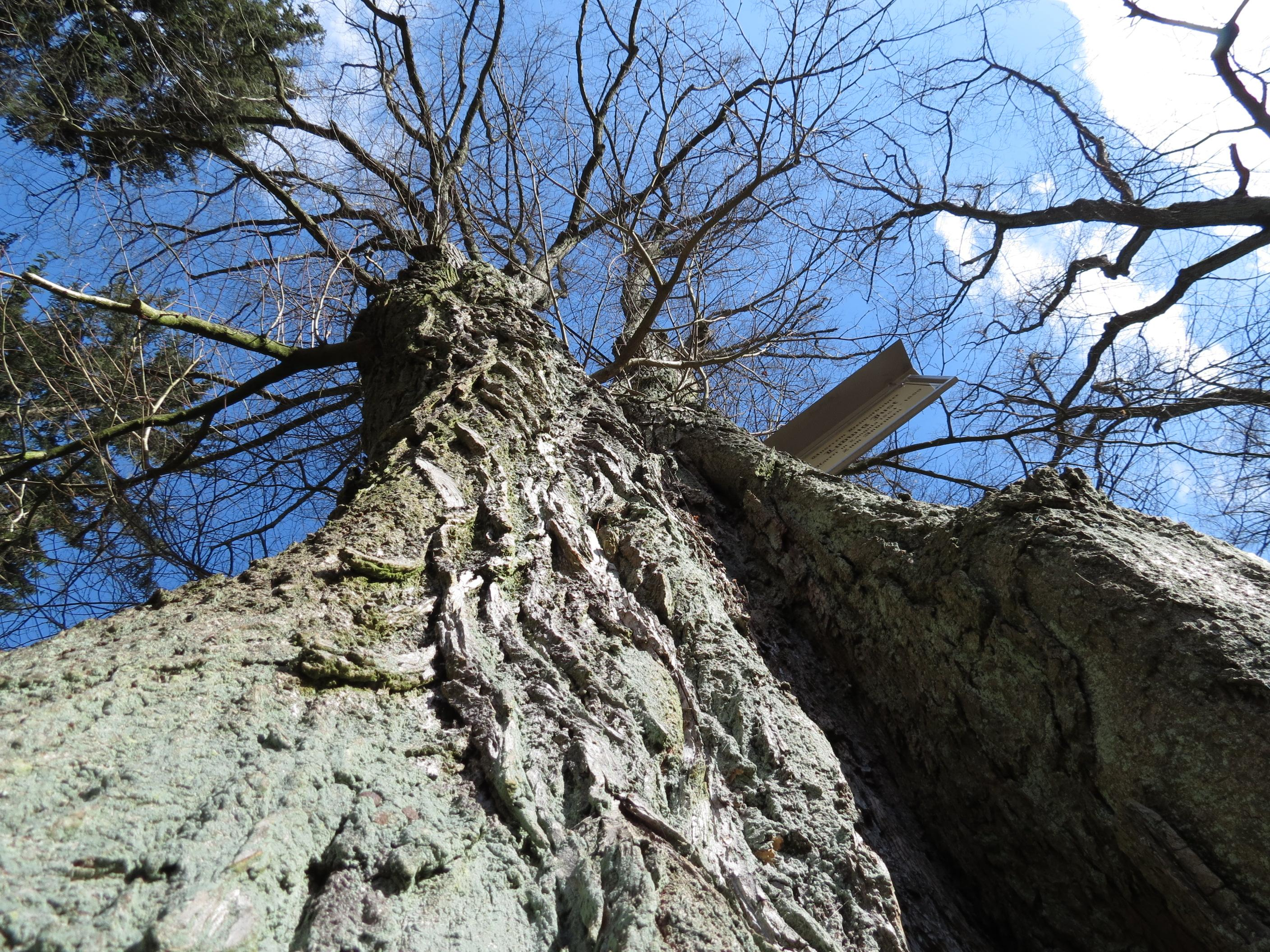
Lehdebornlinde im Hainich bei Langula

Sehenswert sind die die von 1842 bis 1845 erbaute und 2004/2005 restaurierte St.-Georgs-Kirche Langula, der Dorfanger mit Kriegerdenkmal und  Gerichtstisch, sowie die landschaftlich reizvolle Umgebung. Wanderwege führen zum Lehdeborn, einer gefassten Quelle am Westrand des Hainich, und zur Lehdebornlinde. Die geschützte Sommerlinde zählt zu den markanten Bäumen des Hainich. Auf dem Hainichkamm im Westen wird die Gemarkung Langulas vom Rennstieg geschnitten, einem alten Höhen- und heutigen regionalen Wanderweg.

## Söhne und Töchter
- Fritz Janson (1885–1946), Kommunalpolitiker und Oberbürgermeister der Stadt Eisenach
- Jörg Hofmann (* 1939), ehemaliger Hochschullehrer für Geige